# Eruzione del Tarawera del 1886
L'eruzione del monte Tarawera del 1886 avvenne nelle prime ore del 10 giugno nei pressi di Rotorua, nell'Isola del Nord della Nuova Zelanda. 
È stata l'eruzione in Nuova Zelanda che ha mietuto più vittime dall'arrivo degli europei: circa 120 persone furono uccise e molti insediamenti furono distrutti o sepolti.

## Eruzione
Poco dopo la mezzanotte di giovedì 10 giugno 1886, una serie di terremoti sempre più violenti colpì l'Isola del Nord. Verso le 2 del mattino un forte terremoto venne seguito dal forte rumore di un'esplosione.
Alle 2:30, le tre cime del Tarawera eruttarono roccia fusa, fumo e cenere fino a 10 km di altezza. Dopo le 3:30 prese inizio la fase maggiore dell'eruzione; bocche si aprirono a Rotomahana, producendo una colata piroclastica che distrusse diversi villaggi in un raggio di 6 km. Fu durante quest'ultima fase che le Terrazze Rosa e Bianche scomparvero.
Il boato dell'eruzione venne sentito fino a Blenheim e gli effetti della cenere sospesa in aria vennero osservati a Christchurch, più di 800 km più a sud. Ad Auckland, il boato dell'eruzione e i lampi nel cielo vennero scambiati per un attacco di una nave russa.

## Effetti

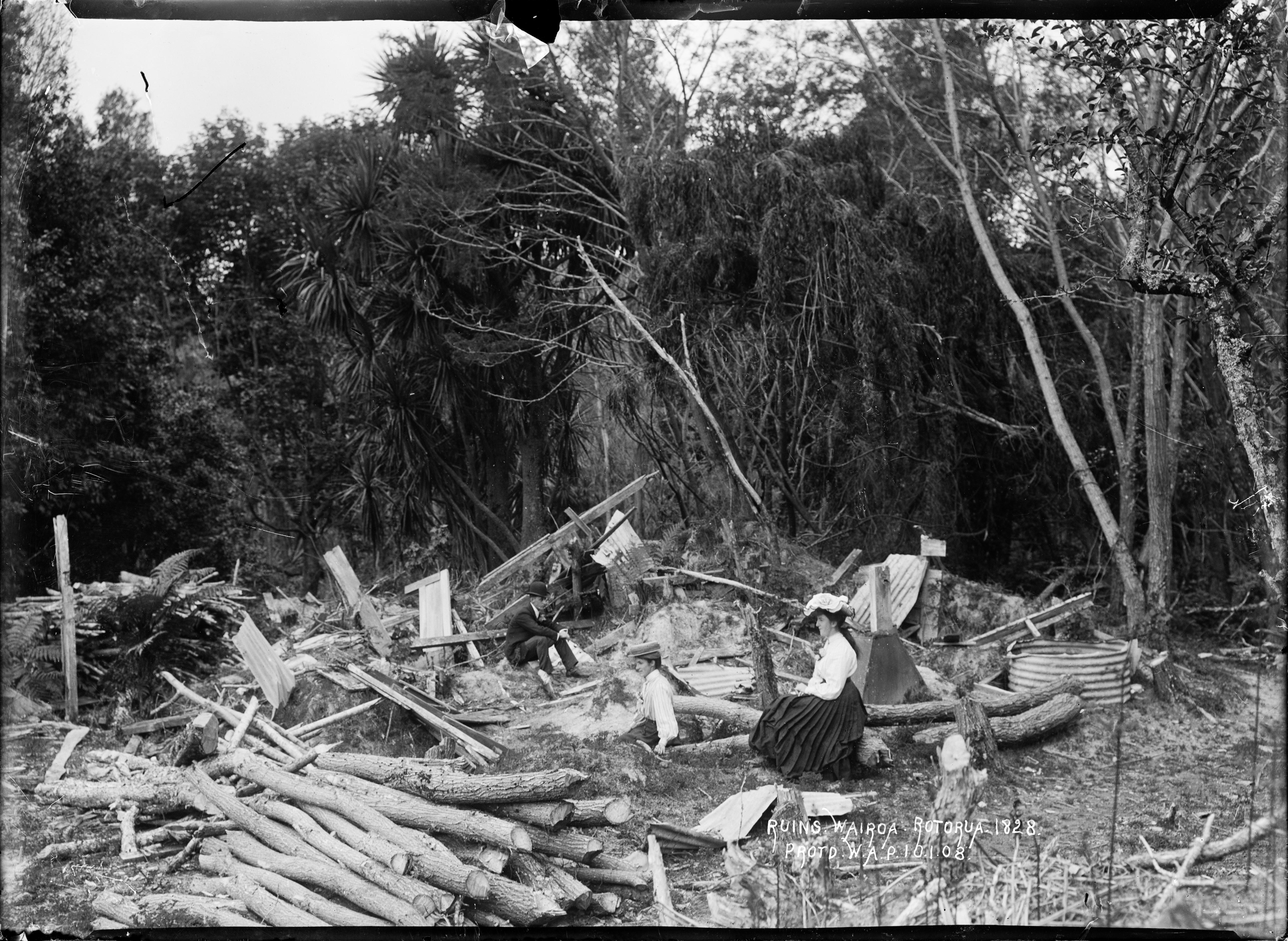
Rovine di Te Wairoa (1908)

L'eruzione spaccò la montagna e creò la Waimangu Volcanic Rift Valley, che si trova all'estremità sud-occidentale della faglia di 17 chilometri creatasi il 10 giugno 1886. Le famose Terrazze Rosa e Bianche, meraviglie naturali della Nuova Zelanda, vennero seppellite dall'eruzione. Nel 2017, ricerche condotte basandosi su un rilievo dimenticato del 1859 hanno messo in evidenza la possibilità che le Terrazze Rosa e Bianche siano sopravvissute agli stravolgimenti geografici conseguenti l'eruzione.

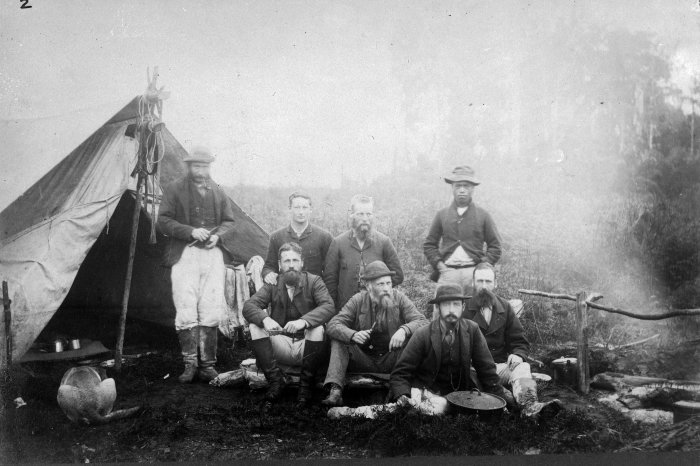
Spedizione d'indagine geodesica di Percy Smith a seguito dell'eruzione (1886)

Il monte Tarawera conta tre cime, le quali in quella notte del 1886 eruttarono l'una dopo l'altra. La prima a scoppiare fu la cima Wahanga (situata a nord), la successiva fu Ruawahia (situata nel mezzo) e l'ultima fu Tarawera (la cima più a meridione). La zona del Tikitapu venne completamente coperta sotto la cenere e le foreste circostanti furono abbattute dalla forza delle esplosioni. 
La landa venne coperta da milioni di tonnellate di cenere vulcanica, fango e detriti, su uno spessore di 20 metri in media.
Gli insediamenti Maori di Moura, Te Koutu, Kokotaia, Piripai, Pukekiore, Otuapane, Te Tapahoro, Te Wairoa, Totarariki e Waingongoro furono tutti sepolti o distrutti. Il bilancio ufficiale riportò 153 vittime, mentre molto più elevato fu il numero di sfollati. Una ricerca condotta dal medico Ron Keam identificò 108 vittime e concluse che al massimo vi erano stati 120 morti; l'esagerato numero di vittime era probabilmente dovuto a nomi scritti male o duplicati nelle liste.
Il villaggio di Te Wairoa è ora un'attrazione turistica chiamata The Buried Village ("Il Villaggio Sepolto"). A Te Wairoa, molti abitanti del villaggio sopravvissero rifugiandosi negli edifici più robusti.